# USS Valley Forge (CV-45)
USS Valley Forge (CV-45/CVA-45/CVS-45) – amerykański lotniskowiec typu Essex (podtyp długi kadłub), później śmigłowcowiec desantowy (LPH-8), z okresu II wojny światowej i zimnej wojny. Jego nazwa pochodzi od Valley Forge – doliny, w której generał George Washington i jego żołnierze obozowali zimą między 1777 a 1778 rokiem w czasie wojny o niepodległość Stanów Zjednoczonych.
Stępkę okrętu położono 14 września 1943 roku w stoczni Philadelphia Naval Shipyard w Filadelfii. Zwodowano go 8 lipca 1945 roku, a matką chrzestną była żona Alexandra Vandegrifta, ówczesnego dowódcy Korpusu Piechoty Morskiej Stanów Zjednoczonych. Jednostka weszła do służby w US Navy 3 listopada 1946 roku. Pierwszym dowódcą był komandor John W. Harris.

## Służba
24 stycznia 1947 roku „Valley Forge” wyszedł w pierwszy rejs na Morze Karaibskie, trwający do 18 marca. Został przeznaczony do służby we Flocie Pacyfiku, wobec czego 14 lipca 1947 roku wyruszył przez Kanał Panamski do nowej bazy w San Diego. W początkowym okresie załoga i grupa lotnicza zajmowały się szkoleniem. 9 października przeszedł do Pearl Harbor. 16 stycznia 1948 roku okręt wyruszył w rejs do Australii, odwiedzając Sydney i ćwicząc z australijską marynarką. Został następnie skierowany w rejs powrotny do San Diego dookoła świata, przez Hongkong, Manilę, Singapur, Cejlon, Morze Śródziemne, Atlantyk i Kanał Panamski. Był przy tym największym lotniskowcem, jaki do tej pory przepłynął przez Kanał Sueski. 
1 maja 1950 roku „Valley Forge” został skierowany ponownie na Daleki Wschód. W chwili inwazji Korei Północnej na Koreę Południową znajdował się w Hongkongu, dzięki czemu mógł zostać szybko skierowany do udziału po stronie sił ONZ w wojnie koreańskiej. 3 lipca 1950 roku jego samoloty AD Skyraider i F4U Corsair pod osłoną F9F-2 Panther dokonały pierwszego ataku bombowego na lotnisko w Pjongjangu. Do 19 listopada 1950 roku jego samoloty wykonały ponad 5000 misji, zrzucając 2 tysiące ton bomb i niekierowanych rakiet. 1 grudnia okręt powrócił do bazy w San Diego na przegląd, lecz sytuacja militarna spowodowała, że już 6 grudnia, z nową grupą lotniczą, wypłynął ponownie do Korei. W składzie grupy TF 77, wznowił ataki lotnicze 23 grudnia 1950 roku. Do końca drugiej tury jego samoloty wykonały około 2580 misji, zrzucając około 1500 ton bomb. 29 marca 1951 roku okręt wyruszył do USA, gdzie przeszedł przegląd stoczniowy. Jesienią wyruszył ponownie do Korei, odbywając tam ogółem do 1953 roku jako jedyny amerykański lotniskowiec cztery tury bojowe. W październiku 1952 został przekalsyfikowany na lotniskowiec uderzeniowy (CVA-45). Za służbę podczas wojny koreańskiej otrzymał 8 gwiazd bitewnych (battle stars).
Okręt był w służbie w czasie wojny wietnamskiej, za którą otrzymał trzy Navy Unit Commendation oraz 9 gwiazd bitewnych. 
W sierpniu 1953 został przeklasyfikowany na lotniskowiec zwalczania okrętów podwodnych, ze zmienionym oznaczeniem CVS-45, po czym do stycznia 1954 przeszedł remont i adaptację w Norfolk. 
W 1958 roku doznał uszkodzeń pokładu dziobowego przez sztorm, po czym wycięto z niego sekcję pokładu lotniczego na dziobie (o wymiarach 9,14 x 27,43 m) i zastąpiono taką sekcją z lotniskowca USS „Franklina”, co upamiętniono tablicą z brązu. Brał udział w programie Mercury, podnosząc 19 grudnia 1960 z oceanu kapsułę statku kosmicznego Mercury. 21 grudnia jego śmigłowce uratowały 28 osób z tonącego statku „Pine Ridge”.
1 lipca 1961 przeklasyfikowany na śmigłowcowiec desantowy pod oznaczeniem LPH-8. W tym charakterze uczestniczył w wojnie w Wietnamie.
Wycofany ze służby w styczniu 1970 roku, został sprzedany na złom w październiku 1971 roku.